# George Eldon Ladd
George Eldon Ladd (* 31. Juli 1911 in Alberta, Kanada; † 5. Oktober 1982 in USA) war ein US-amerikanischer Baptistenpastor, evangelikaler Theologe, Neutestamentler am Fuller Theological Seminary und Autor des bekannten Buches A Theology of the New Testament.

## Leben
Ladd kam aus einer armen Familie, die oft umgezogen ist, so auch von Alberta in Kanada an die Ostküste der USA, wo er aufgewachsen ist. Er wandte sich 1929 dem christlichen Glauben zu. Er studierte dann vier Jahre am Gordon College of Theology and Mission bei Boston und wurde 1933 zum Pastor einer Kirche der Northern Baptist Convention ordiniert. Er setzte sein Studium an der Gordon Divinity School fort, um einen B.D. zu erwerben, und war währenddessen bereits Pastor in verschiedenen Gemeinden in New Hampshire und Vermont. 1942 bis 1945 war er Griechischlehrer am Gordon College und 1946 bis 1949 Leiter der Abteilung für Neues Testament an der Gordon Divinity School. Er erwarb gleichzeitig einen Ph.D.-Abschluss an der Boston University und 1949 an der Harvard University zum Thema Die Eschatologie der Didache (englisch: The Eschatology of Didache).
1950 wurde er Dozent am Fuller Theological Seminary im kalifornischen Pasadena, wo er 25 Jahre lehrte. Für die folgenden Jahre war sein Bestreben, in der evangelikalen Theologie eine Akzeptanz für die Methoden der Historisch-kritischen Theologie zu erlangen und von der Verteidigungshaltung des christlichen Fundamentalismus zu lösen. Ladd galt als einflussreicher evangelikaler Neutestamentler, historischer Prämillenarist und auch als Kritiker des Dispensationalismus. Mit John Walvoord, dem Präsidenten des Dallas Theological Seminary, lieferte er sich hitzige Debatten zu diesem Thema. Mit seinem 1959 erschienenen Buch The Gospel of the Kingdom wurde er einer breiteren Öffentlichkeit bekannt. Sein 1974 erstmals erschienenes und ins Französische, Spanische und Chinesische übersetztes Buch A Theology of the New Testament (deutsch: Eine Theologie des Neuen Testaments) gilt als eines der einflussreichsten Bücher für evangelikale Theologen des 20. Jahrhunderts in der englischsprachigen Welt. Sowohl seine Theologie, seine Lebensweise und sein Verhalten wurden von George M. Marsden und von konservativeren Kreisen kritisiert.

## Schriften (Auswahl)
- Crucial Questions About the Kingdom of God, William B. Eerdmans Publishing Company, Grand Rapids 1952, ISBN 0-8028-1571-5.
- The Blessed Hope: A Biblical Study of the Second Advent and the Rapture, William B. Eerdmans Publishing Company, Grand Rapids 1956 und 1980, ISBN 0-8028-1111-6.
- The Gospel of the Kingdom: Scriptural Studies in the Kingdom of God, William B. Eerdmans Publishing Company, Grand Rapids 1959, ISBN 0-8028-1280-5.
  - L’Évangile du royaume: Exposé sur le royaume de Dieu, Emmaus, 2022, ISBN 978-2-940488-40-7.
- Jesus Christ and History, 1963.
- Rudolf Bultmann, Inter-Varsity Press, Chicago 1964.
- The New Testament and Criticism,  William B. Eerdmans Publishing Company, Grand Rapids 1965 und 1967, ISBN 0-8028-1680-0.
- The Pattern of the New Testament, 1968.
- A Commentary on the Revelation of John, William B. Eerdmans Publishing Company, Grand Rapids 1972, ISBN 0-8028-1684-3; Neuauflage 2018, ISBN 978-0-8028-7590-7.
- I believe in the resurrection of Jesus, William B. Eerdmans Publishing Company, Grand Rapids 1975, ISBN 0-8028-1611-8.
  - Die Auferstehung Jesu Christi von den Toten, Hänssler Verlag, Neuhausen bei Stuttgart 1979.
- Mit Robert G. Clouse (Hrsg.): The meaning of the Millennium. Four views, InterVarsity, Downers Grove, Illinois 1977.
  - Das Tausendjährige Reich: Bedeutung und Wirklichkeit. Vier Beiträge aus evangelikaler Sicht, Verlag der Francke-Buchhandlung, Marburg 1983.
- The Last Things: An Eschatology for Laymen, William B. Eerdmans Publishing Company, Grand Rapids 1978, ISBN 0-8028-1727-0; Neuauflage bei Wipf und Stock 2004, ISBN 978-1-59244-458-8.
- A Theology of the New Testament, William B. Eerdmans Publishing Company, Grand Rapids 1974 und herausgegeben von Donald A. Hagner, 1993, ISBN 0-8028-0680-5.
- The Presence of the Future: The Eschatology of Biblical Realism, William B. Eerdmans Publishing Company, Grand Rapids 1996, ISBN 0-8028-1531-6.